# Kornhallsleden

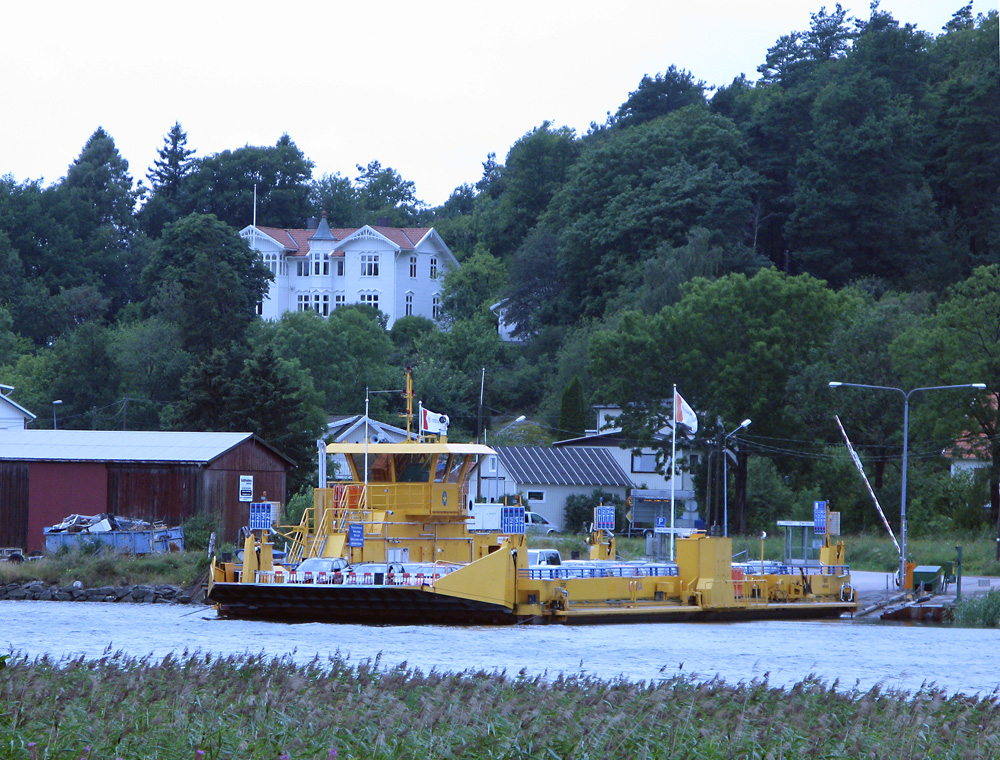
Fähre am Ufer von Hisingen

Kornhallsleden, auch Kornhalls färja (deutsch Kornhallsfähre) genannt, ist die schwedische Fährstrecke über den Nordre älv zwischen Kornhall im Harestads socken in Kungälvs kommun und Brunstorpsnäs im Stadtteil Säve auf der Insel Hisingen in Göteborgs kommun.

## Lage
Die Fährstrecke liegt im Verlauf des Weges 570. Die Fährstrecke beträgt 200 Meter, die Überfahrtszeit zwei Minuten. Die Überfahrt ist kostenfrei.
Beide Flussufer sind Naturschutz- und Natura-2000-Gebiet.

## Betrieb
Auf der Fährstrecke ist die Gerd, eine elektrisch betriebene Seilfähre der Trafikverket Färjerederiet, eingesetzt. Die Fähre verkehrt täglich alle 20 Minuten und in der Hauptverkehrszeit alle 15 Minuten. Einige Touren spät in der Nacht oder früh am Morgen erfolgen auf Glockensignal.
2016 wurden bei rund 24.000 Fährfahrten über den Kornhallsleden 730.000 Kraftfahrzeuge übergesetzt. Damit ist diese Fährlinie die meistbefahrene Binnenfährstrecke in Schweden.

## Geschichte
Der Verkehr auf der Fährstrecke wurde 1850 aufgenommen und 1874 offiziell registriert. Bis 1945 wurde die Fähre auf Vertragsbasis betrieben, bis die staatliche Straßenverwaltung (Vägverket) den Betrieb übernahm. Da der Weg über die Fähre die Strecke nach Göteborg deutlich verkürzt, wurde ab 1951 die erste angetriebene Fähre eingesetzt, um den Verkehr bewältigen zu können.